# حصن يوما
حصن يوما حصن يقع ضمن مقاطعة إمبيريال التابعة إلى ولاية كاليفورنيا غرب الولايات المتحدة الأمريكية وتحديداً في مدينة يوما قرب نهر كولورادو، الحصن مدرج ضمن مواقع السجل الوطني للأماكن التاريخية الذي تديرة إدارة المتنزهات الوطنية التابعة إلى وزارة الداخلية الأمريكية كأحد المواقع التاريخية والأثرية.

## تاريخ
تم إنشاء الحصن سنة 1848 كقاعدة عسكرية بعد انتهاء الحرب المكسيكية الأمريكية، وكانت الغاية من إنشاء الحصن الدفاع عن المجتمع في المنطقة، وتم استغلال الحصن لراحة الجنود والاستطلاع واستقبال المهاجرين، خلال أوآخر سنة 1851 تخلى الجيش الأمريكي عن الحصن نظراً لتكاليف تشغيلة الباهضة، لكن اُعيد استخدامة مجدداً منتصف عقد 1860 كنقطة تخزين وتموين وامداد خلال الحرب الأهلية الأمريكية، وفي عام 1886 أصبحت إدارة الحصن من مسؤولية وزارة الداخلية الأمريكية.